# Ballıdut (Pertek)
Ballıdut ist ein Dorf (Köy) im Landkreis Pertek der türkischen Provinz Tunceli. Im Jahr 2011 lebten in Ballıdut 31 Menschen.